# Lloyd Binch
Lloyd Binch (* 28. März 1931 in Kimberley, Nottinghamshire; † 15. Dezember 2016 ebenda) war ein Radrennfahrer aus Großbritannien. Er war als Bahnsprinter aktiv.

## Sportliche Laufbahn
Binch hatte zunächst Zweifel, ob für ihn eine Radsportkarriere das Richtige sei, da er Brillenträger war. 1951 hatte er seinen ersten bemerkenswerten Erfolg in „The White Hope Sprint Race“, dem traditionsreichen Sprintwettbewerb für britische Nachwuchssprinter.
Nach dem Wechsel von der Junioren- in die Amateurklasse wurde er zwischen 1955 und 1961 jeweils britischer Meister im Sprint. Das international bedeutendste Rennen in seiner Spezialdisziplin auf britischen Boden, die Champion of Champions Trophy (ausgetragen jeweils am Karfreitag auf der Olympia-Bahn von London Herne Hill), gewann er von 1956 bis 1958. Seinen ersten Start bei den UCI-Weltmeisterschaften hatte er 1952 und war bis 1959 immer bei den Titelkämpfen dabei, kam jedoch nie weiter als ins Viertelfinale. An den Olympischen Spielen im Sommer 1960 in Rom startete er ebenfalls im Sprint. Er platzierte sich als Fünfter. Bei den Commonwealth Games trat er 1958 an und belegte Platz drei.
Binch startete häufig auch in Deutschland. Hier gewann er u. a. 1959 den Großen Preis von Berlin auf der Radrennbahn in Weißensee vor seinem Landsmann Karl Barton. Ein Jahr später siegte er in der Internationalen Meisterschaft von Berlin im Sprint in der Werner-Seelenbinder-Halle gegen Andre Gruchet. 1957 und 1959 gewann er den Großen Preis von Berlin. 1954 gewann er den Grand Prix Kopenhagen, eines der bedeutendsten Sprinterturniere, in der Amateurklasse.
In seinem letzten aktiven Jahr 1962 wurde nochmals Dritter bei den britischen Meisterschaften im Sprint. Nach Ablauf der Saison beendete er im Herbst 1962 seine sportliche Laufbahn.

## Berufliches
Von Beruf war er Verkäufer in einem Londoner Fahrradgeschäft, in dem vorrangig mit Rennsportmaterial gehandelt wurde.

## Privates
Bereits 1952 war er für die Teilnahme an den Spielen in Melbourne vorgesehen, er konnte jedoch nicht an den Start gehen, da er im Vorfeld einen Autounfall verursachte und eine Haftstrafe antreten musste. Die Strafe wegen Irreführung des Gerichtes fiel so hart aus, da er sich zwar schuldig an dem Unfall bekannt hatte, jedoch am Steuer seines Wagens eine weibliche Begleitperson ohne Führerschein gesessen hatte.